# Federico Faggin
Federico Faggin (Vicenza, 1º dicembre 1941) è un fisico, inventore e imprenditore italiano naturalizzato statunitense.
Dal 1968 Faggin risiede negli Stati Uniti d'America e ha acquisito anche la cittadinanza statunitense. Fu capo progetto e progettista del microprocessore Intel 4004 e responsabile dello sviluppo dei microprocessori Intel 8008, Intel 4040 e Intel 8080 e delle relative architetture. Fu anche lo sviluppatore della tecnologia MOS con gate di silicio (MOS silicon gate technology), che permise la fabbricazione dei primi microprocessori e delle memorie EPROM e RAM dinamiche e sensori CCD, gli elementi essenziali per la digitalizzazione dell'informazione.
Nel 1974 fondò e diresse la ditta ZiLOG, la prima azienda dedicata esclusivamente ai microprocessori, presso cui dette vita al famoso microprocessore Z80. Nel 1986 Faggin co-fondò e diresse la Synaptics, azienda che sviluppò i primi touchpad e touch screen.

## Biografia

### Origini e formazione
È figlio del filosofo Giuseppe, traduttore delle Enneadi di Plotino.
I suoi genitori erano originari di Isola Vicentina, ma abitavano a Vicenza dove Federico è nato. Dal 1943 al 1949 la sua famiglia si trasferì a Isola Vicentina a causa della seconda guerra mondiale, tornando poi ad abitare a Vicenza. Dopo avere conseguito nel 1960 il diploma di perito industriale, specializzato in radiotecnica, all'Istituto tecnico industriale Alessandro Rossi di Vicenza, iniziò subito ad occuparsi di calcolatori presso il Laboratorio di Ricerche elettroniche dell'Olivetti a Borgolombardo, all'epoca tra le industrie all'avanguardia nel settore, contribuendo alla progettazione e infine dirigendo il progetto di un piccolo computer elettronico digitale a transistori con 4 Ki × 12 bit di memoria magnetica.
Lasciata l'Olivetti nel 1961, s'iscrisse al corso di Fisica presso l'Università degli Studi di Padova, dove 
si laureò summa cum laude nel 1965 e dove venne subito nominato assistente incaricato. Insegnò nel laboratorio di elettronica e continuò la ricerca sui flying spot scanner, l'argomento della sua tesi. Venne quindi assunto, nel 1967, dalla SGS-Fairchild (poi National Semiconductor, oggi ON Semiconductor) presso Agrate Brianza, dove sviluppò la prima tecnologia di processo per la fabbricazione di circuiti integrati MOS (Metal Oxide Semiconductor) e progettò i primi due circuiti integrati commerciali MOS.
Nel 1967 si sposò con Elvia Sardei, laureata in lettere e poi madre dei suoi figli (Marzia, artista; Marc, chimico fisico; Eric, product designer).

### Le esperienze professionali e il trasferimento negli USA
La SGS-Fairchild invitò Faggin a fare un'esperienza di lavoro presso la sua consociata Fairchild Semiconductor, azienda leader del settore semiconduttori a Palo Alto in California. Qui egli si dedicò allo sviluppo dell'originale MOS Silicon Gate Technology, la prima tecnologia di processo del mondo per la fabbricazione di circuiti integrati con gate auto-allineante. Progettò e produsse anche il primo circuito integrato commerciale che usasse la Silicon Gate Technology, il Fairchild 3708, un multiplexer analogico a 8 canali con decoding logic. Sviluppò anche il processo di silicon gate a N-channel e lavorò a processi avanzati di CMOS e BiCMOS con silicon gate. La Silicon Gate Technology nel 1970 rese possibile la large scale integration (LSI) e la very large scale integration (VLSI), permettendo per la prima volta la fabbricazione di circuiti integrati MOS su larga scala, ad alta velocità e a basso costo.

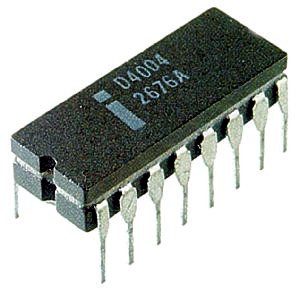
L'Intel 4004

Faggin decise di stabilirsi negli USA e nel 1970 passò alla Intel, qui Ted Hoff e Stanley Mazor avevano proposto una nuova architettura per la realizzazione di una nuova famiglia di calcolatrici della società giapponese Busicom che allora utilizzava un modello ispirato al Programma 101 della Olivetti. Ted Hoff semplificò l'architettura della Busicom, che usava memorie seriali e quindi un maggior numero di componenti, in un'architettura più generale che utilizzava le memorie RAM appena sviluppate dalla Intel, riducendo a quattro chip il design originale della Busicom che richiedeva sette chip. Hoff pensava che la CPU potenzialmente potesse essere realizzata in un chip ma non era un chip designer e la sua proposta rimase ferma allo stadio di architettura a blocchi finché Faggin venne assunto per sviluppare e dirigere il progetto del primo microprocessore, il 4004 (inizialmente denominato MCS-4), contribuendo con idee fondamentali alla sua realizzazione.
La metodologia random logic design in silicon gate, creata da Faggin per sviluppare il 4004, fu poi usata per progettare le prime generazioni di microprocessori della Intel. Il 4004 fu il primo microprocessore al mondo che integrava in un singolo chip una potenza di calcolo superiore a quella dello storico ENIAC, il primo calcolatore elettronico al mondo. In seguito Faggin si occupò dello sviluppo di tutti i microprocessori dei primi cinque anni della storia della Intel. Usando la metodologia da lui creata per il progetto del 4004 venne realizzato l'8008, il primo microprocessore a 8 bit. All'inizio del 1972 propose la realizzazione dell'8080 di cui formulò l'architettura. Dovette attendere sei mesi prima che il progetto venisse approvato. L'8008 e l'8080 furono i progenitori della famiglia di processori 8086 che ancora oggi domina il mercato dei personal computer.
Nel 1973 Faggin divenne manager responsabile di tutta l'attività di circuiti MOS (ad eccezione delle memorie dinamiche RAM).
Sotto la sua guida vennero sviluppati più di 25 circuiti integrati commerciali, inclusi il 2102A, la prima memoria statica RAM ad alta velocità a 5 volt e 1024 bit.

### La fondazione di Zilog
Alla fine del 1974 abbandonò l'Intel e fondò la ZiLOG, la prima società dedicata esclusivamente alla produzione di microprocessori quando ancora l'Intel era principalmente un produttore di memorie che considerava i microprocessori solo un prodotto utile a vendere più memorie.
Il primo e più famoso prodotto della ZiLOG fu il microprocessore Z80 e la sua famiglia di dispositivi periferici intelligenti. Introdotto nel 1976, lo Z80 divenne il microprocessore a 8-bit di maggiore successo sul mercato. Molto popolare negli anni ottanta, fu usato tra l'altro come CPU dei primi videogiochi e di home computer come i Sinclair ZX80. Dopo il passaggio di computer e console a processori a 16 bit rimase in uso sotto forma di microcontroller nei sistemi embedded.

### Altre attività imprenditoriali
Nel 1980 abbandonò la ZiLOG per divergenze con il principale finanziatore, la Exxon, e fondò la Cygnet Technologies, con la quale progettò e produsse il Communication CoSystem, un innovativo apparecchio che permetteva di collegare personal computer e telefono per la trasmissione di voce e dati, rappresentando un notevole progresso nel campo emergente delle comunicazioni personali. La ditta venne acquistata da Everex, Inc. nel 1986.
Nel 1986 divenne uno dei fondatori della Synaptics (contribuendo così alla diffusione di massa del touchpad), di cui è stato Chief Executive Officer dal 1987 al 1999 e Chairman of the Board of Directors dal gennaio 1999 all'ottobre 2004.
Dal 2004 è amministratore delegato della Foveon, una compagnia che produce avanzati sensori di immagine per fotocamere digitali.

### L'impegno nella ricerca
Il 19 ottobre 2010 Faggin ricevette la Medaglia Nazionale per la Tecnologia e l'Innovazione (National medal of technology and innovation) direttamente dalle mani del presidente degli Stati Uniti d'America, Barack Obama, per l'invenzione del microprocessore.
Unico italiano presente al Computer History Museum di Mountain View, nel 2011 ha fondato la Federico e Elvia Faggin Foundation, una organizzazione no-profit dedicata allo studio scientifico della coscienza attraverso la sponsorizzazione di programmi di ricerca teorica e sperimentale presso università e istituti di ricerca statunitensi. Nel 2015 la Fondazione Federico e Elvia Faggin ha stabilito una cattedra di Fisica dell'Informazione presso l'Università della California, Santa Cruz (UCSC) per sostenere lo studio di sistemi complessi, biofisica, scienze cognitive e matematica nel tema unificatore della fisica dell'informazione.
Il 27 novembre 2019, su iniziativa del Presidente Sergio Mattarella, Faggin ha ricevuto la massima onorificenza della Repubblica Italiana con la nomina a Cavaliere di Gran Croce Ordine al Merito della Repubblica Italiana.

## La teoria sulla coscienza
(Federico Faggin, Irriducibile, 2022, pag. 167)
A seguito di una singola esperienza fortuita di carattere trascendentale, Federico Faggin ha proposto una teoria della coscienza (QIP quantum information-based panpsychism), secondo la quale essa sarebbe un fenomeno puramente quantistico, unico per ogni individuo. Questa teoria sarebbe supportata, secondo Faggin, da due teoremi della fisica quantistica: il teorema di non clonazione e il teorema di Holevo. Il primo afferma che non è possibile duplicare esattamente (clonare) uno stato quantistico a priori. È invece possibile effettuare la duplicazione senza errori se lo stato appartiene ad un insieme ortogonale di stati conosciuto a priori; il secondo limita l'ammontare di informazione quantistica, nella pratica che *n* qubit possono rappresentare solo fino a *n* bit classici (non codificati in modo quantistico).
Faggin postula che un sistema quantistico che si trova in uno stato puro esperisce tale stato, visto che esso ha le stesse proprietà essenziali delle esperienze coscienti (qualia): il fatto cioè di essere privato, accessibile da fuori solo in piccola parte. La rappresentazione matematica dell’esperienza (lo stato puro) non descriverebbe però l’esperienza, che rimarrebbe privata e conoscibile solo dall'interno, sotto forma di qualia, dal sistema che si trova in quello stato. Quindi, secondo Faggin, nessuna macchina classica potrà mai essere cosciente visto che l’informazione classica è riproducibile (il programma e i dati si possono copiare perfettamente), mentre lo stato quantistico è privato ed è basato su informazione viva (termine coniato da Faggin). La coscienza non sarebbe quindi legata al funzionamento del corpo e potrebbe continuare ad esistere anche dopo la morte del corpo. Il corpo si comporterebbe come un drone controllato “top down” dall’ente cosciente. La seconda proprietà di cui è dotato un sistema quantistico sarebbe il libero arbitrio: nella meccanica quantistica esso viene interpretato come casualità del risultato del collasso della funzione d'onda. Questa teoria è basata sugli studi teorici del fisico Giacomo Mauro D'Ariano che rifondano la teoria quantistica su principi informazionali.
Dopo una infanzia fortemente cattolica, è passato a una maturità di tipo scientista e materialista, per poi approdare a un radicale spiritualismo che crede nella reincarnazione.

## Riconoscimenti
Negli anni sono stati attribuiti a Federico Faggin numerosi riconoscimenti fra i quali:
- 1988 - Premio Internazionale Marconi (Marconi Fellowship Award)

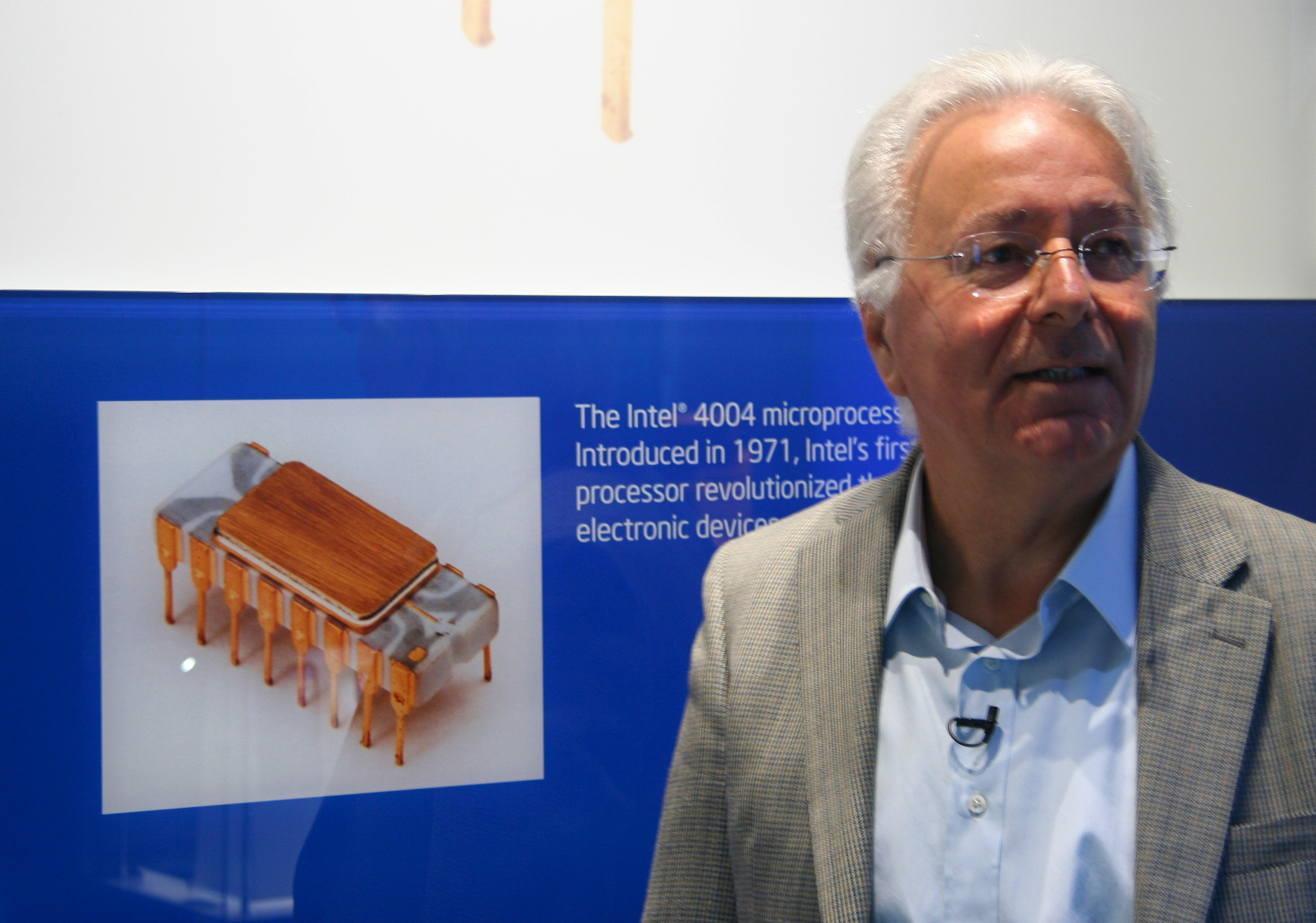

- 1994 - W. Wallace McDowell Award della IEEE Computer Society W. Wallace McDowell Award "Per lo sviluppo della tecnologia di processo Silicon Gate e per la realizzazione del primo microprocessore commerciale"
- 1996 - viene inserito nella National Inventors Hall of Fame  Spotlight - National Inventors Hall of Fame. URL consultato l'11 luglio 2019 (archiviato dall'url originale il 24 settembre 2016).
- 1996 - Premio Ronald H. Brown (American Innovator Award)

- 1997 - Premio Kyōto per la tecnologia (Kyoto Prize for Advanced Technology)
- 1997 - premio George R. Stibitz Computer & Communications Pioneer
- 1997 - Premio Masi per la Civiltà Veneta
- 2000 - Premio Robert N. Noyce dalla Semiconductor Industry Association
- 2002 - targa al merito, consegnata dal ministro delle comunicazioni Maurizio Gasparri
- 2006 - Lifetime Achievement Award dalla European Patent Association, Brussels
- 2008 - diploma EUCIP Champion per il profilo IT Systems Architect da parte di AICA (Associazione Italiana per l'Informatica ed il Calcolo Automatico)
- 2011 - Il premio "2011 George R. Stibitz Lifetime Achievement Award" dell'American Computer Museum (Bozeman-MT), conferito a Federico Faggin "Per i contributi fondamentali allo sviluppo del mondo tecnologico moderno, inclusa la tecnologia MOS silicon gate che ha portato alla realizzazione del primo microprocessore al mondo nel 1971."
- 2012 - Premio Franca Florio, conferito agli scienziati italiani nel mondo
- 2012 - Il premio "Global IT Award" dal presidente della Repubblica Armena  Federico Faggin.
- 2012 - PhD onorario dall'Università (Politecnico) di Armenia
- 2013 - PhD onorario in scienze dall'Università di Chapman (CA)  - Video del commencement address di Faggin a Chapman University. URL consultato il 1º dicembre 2017 (archiviato dall'url originale il 2 settembre 2013).
- 2014 - Premio "Enrico Fermi" 2014, conferito dalla Società Italiana di Fisica "Per l'ideazione della tecnologia MOS con gate al silicio che lo ha condotto alla realizzazione nel 1971 del primo moderno microprocessore"
- 2016 - Premio "Leone del Veneto" conferito dal  Consiglio Regionale del Veneto (archiviato dall'url originale il 18 marzo 2018). il 9 settembre 2016 presso il Teatro Olimpico di Vicenza
- 2018 - Gli viene dedicata una sala riunione negli uffici di Eolo SPA.

## Pubblicazioni
- Federico Faggin e M.E. Hoff, Standard Parts and Custom Design Merge in a Four-chip Processor Kit. Electronics magazine, 24 aprile 1972.
- Federico Faggin, M. Shima, M.E. Hoff, Jr., H. Feeney, S. Mazor, The MCS-4 - An LSI Microcomputer System, presentato alla IEEE 1972 Region Six Conference.
- Federico Faggin,  How we made the microprocessor., in Nature Electronics, Vol. 88, n. 1 (January 2018).
- Federico Faggin, Silicio. Dall'invenzione del microprocessore alla nuova scienza della consapevolezza, Milano, Mondadori, 2019, ISBN 9788804712589.
- Federico Faggin, Irriducibile. La coscienza, la vita, i computer e la nostra natura, Milano, Mondadori, 2022, ISBN 9788804739036.
- Federico Faggin, Oltre l'invisibile. Dove scienza e spiritualità si uniscono, Milano, Mondadori, 2024, ISBN 9788804791058.
- Federico Faggin, Paolo Scquizzato, Paolo Gamberini, Annamaria Corallo e Luciano Locatelli, Resurrezione. Fisica quantistica, teologia e mistica a confronto, prefazione di Alessandro Barban, Gabrielli Editori, 2024, ISBN 978-88-6099-589-6.
- Federico Faggin, Oltre l’invisibile. Dove scienza e spiritualità si incontrano, Mondadori, 2024, 312 p.[14]